# Battle Royale (manga)
Pour les articles homonymes, voir Battle Royale.
Autre
Battle Royale (バトル・ロワイアル, Batoru Rowaiaru) est un manga, tiré du roman Battle Royale, dessiné par Masayuki Taguchi et scénarisé par Kōshun Takami, l'auteur du roman. Il a été prépublié dans le magazine Young Champion de l'éditeur Akita Shoten entre 2000 et 2005, et a été compilé en un total de quinze tomes. En France, la série est éditée par Soleil Manga.
Le manga suit exactement l'intrigue du roman de Koushun Takami, mais élargit l'histoire des personnages. Le manga est d'une violence extrême et présente un fort caractère sexuel par rapport au roman et au film.

## Présentation générale

### Accroche
Dans un pays sous un joug totalitaire appelé « République de l'Est », les adultes redoutent les adolescents, trop enclins à la violence. Pour se protéger, la loi Battle Royale est votée. Le principe de ce « jeu » est très simple : une classe de troisième de 42 élèves est choisie au hasard et envoyée dans un lieu isolé (une île en l'occurrence), et les élèves doivent s'entretuer jusqu'à ce qu'il n'y ait plus qu'un seul survivant.

### Résumé

#### Les règles du jeu

##### La loiBattle Royale
- Article 1 – But de Battle Royale

Battle Royale a été instituée dans le but de former une nation saine de corps et d'esprit.
- Article 2 – Participants à Battle Royale

Battle Royale est destinée une fois par an à une classe choisie parmi toutes les classes de 3e de collège du pays, c'est-à-dire au terme de la période d'éducation scolaire obligatoire. Cette loi s'applique à toute la population sans distinction de sexe, de race, de religion ou de condition sociale.
- Article 3 – Orientation générale de Battle Royale

Toutes les personnes soumises à cette loi doivent se battre joyeusement, en s'amusant, et avec combattivité en appréciant leur immense chance d'avoir été sélectionnées à ce jeu.
- Article 4 – Obligation imposée aux participants à Battle Royale

Tous les participants à Battle Royale ont pour obligation de se battre loyalement. Aucun d'entre eux ne doit refuser le jeu ou tenter de l'entraver.
- Article 5 – Mesures judiciaires spéciales pour les participants à Battle Royale

Les participants à Battle Royale sont exempts de toute punition judiciaire et sont autorisés à commettre des meurtres sur les autres participants, à provoquer des incendies et à se servir d'armes de toute nature, y compris les matières médicamenteuses. Cependant, il leur est interdit de se révolter contre le professeur superviseur et contre les membres du comité, d'entraver leur action ou de se venger contre eux. Ceux qui commettent de tels actes seront sévèrement punis.
- Article 6 – Gagnant de Battle Royale

Battle Royale se conclut par la victoire d'un seul et unique gagnant : le seul survivant. Aucune dérogation à cette règle n'est possible.
- Article 7 – Vie du gagnant de Battle Royale

La vie du gagnant de Battle Royale sera entièrement subventionnée par l'État. Il aura le statut de citoyen modèle et sera un exemple à suivre pour former une nation saine de corps et d'esprit. Toute la population participera donc au financement de la vie du gagnant.
- Article 8 – Professeur-superviseur de Battle Royale

Les responsables administratifs de Battle Royale sont placés sous l'autorité du professeur superviseur. Celui-ci est choisi au sein du Comité de promotion de la loi Battle Royale, sur recommandation de ses membres. Il est habilité à transgresser toutes les lois dans le but de faire progresser efficacement le jeu. Cependant, l'État et le Comité ne sont pas responsables de sa survie.
- Article 9 – Indemnité aux familles des perdants

Les familles des perdants recevront une indemnité de compensation. Cette mesure est soumise à une règlementation spécifique.
- Article 10 – Dispositions complémentaires au règlement de Battle Royale

Afin d'assurer le bon déroulement de Battle Royale, certaines dispositions complémentaires pourront être décrétées en cas de nécessité.

#### Règlement
Les élèves sont emmenés de force dans un lieu désert (île) où se déroule l'épreuve.
Chaque élève porte autour du cou un collier électronique ayant plusieurs utilités pour les organisateurs :
- l'espionner grâce à un micro incorporé ;
- le localiser grâce à un système de géolocalisation ;
- surveiller son pouls pour savoir s'il vit encore ;
- faire exploser ce collier avec son porteur si celui-ci tente de l'enlever, ou s’il se trouve dans une zone interdite ;
- enfin ces colliers ne craignent pas l'eau.

Au début du jeu, chaque élève reçoit un paquetage contenant des vivres, une carte de l'île, une boussole, une lampe de poche et une arme ; chaque paquetage contient une arme différente (de la fourchette à la mitraillette en passant par le fil d’étrangleur ou le poison) et ces paquetages sont distribués au hasard.
Toutes les six heures, le professeur responsable de la classe s'adresse aux élèves survivants via des haut-parleurs disposés un peu partout sur l'île pour leur donner le compte-rendu des morts et des heures à partir desquelles certaines zones sont à éviter, ce qui a pour but de resserrer le terrain de jeu et intensifier le jeu, sous peine de voir leur collier exploser.
Le jeu se déroule sur trois jours et à l'issue de ces trois jours, s'il y a plus d'un survivant, le règlement stipule que leurs colliers à tous exploseront en même temps.

## Manga

### Liste des volumes
| no | Japonais         | Japonais          | Français          | Français          |
| no | Date de sortie   | ISBN              | Date de sortie    | ISBN              |
| --- | ---------------- | ----------------- | ----------------- | ----------------- |
| 1 | 29 novembre 2000 | 978-4-253-14668-5 | 17 septembre 2003 | 978-2-84565-593-5 |
| Liste des chapitres : - Chapitre 1 : Le pire jeu jamais inventé - Chapitre 2 : Les meilleurs amis du monde - Chapitre 3 : Shinji Mimura - Chapitre 4 : La promesse - Chapitre 5 : Derrière la porte - Chapitre 6 : Yoshio Akamatsu - Chapitre 7 : La confiance - Chapitre 8 : Mitsuko Sôma Élèves tués - Yoshitoki Kuninobu tué d'une balle dans la tête par Kamon avant la distribution des armes. - Fumiyo Fujiyoshi tué quand Kamon lui lance un couteau dans la tête - Mayumi Tendo tué par Yoshio Akamtsu d'une flèche dans la tête. - Yoshio Akamatsu tué par Kazushi Nihida d'une flèche dans la tête. - Megumi Eto tué par Mitsuko Soma après qu'elle lui a tranché la tête. |                  |                   |                   |                   |
| 2 | 29 novembre 2000 | 978-4-253-14669-2 | 13 octobre 2003   | 978-2-84565-667-3 |
| Liste des chapitres : - Chapitre 9 : Kazuo Kiriyama (1er Partie) - Chapitre 10 : Kazuo Kiriyama ( 2e Partie) - Chapitre 11 : Le trésor - Chapitre 12 : Les voilà qui se montrent - Chapitre 13 : Shogô Kawada - Chapitre 14 : Un cauchemar - Chapitre 15 : Les conditions - Chapitre 16 : La voix de la raison - Supplément : L'énergie Élèves tués - Hiroshi Kuronaga - Izumi Kanai - Ryuhei Sasagawa - Mitsuru Numai - Kazuhiko Yamamoto - Sakura Ogawa - Tatsumichi Oki - Kyoichi Motobuchi - Yukiko Kitano - Yumiko Kusaka |                  |                   |                   |                   |
| 3 | 19 avril 2001    | 978-4-253-14670-8 | 12 décembre 2003  | 978-2-84565-668-0 |
| Liste des chapitres : - Chapitre 17 : Souvenirs - Chapitre 18 : Les cotes - Chapitre 19 : La mauvaise fille - Chapitre 20 : Lamentations - Chapitre 21 : La perte d'un être cher - Chapitre 22 : La stratégie - Chapitre 23 : L'équipe des champions - Chapitre 24 : Takako Chigusa - Supplément : L'ange déchu Élèves tués - Yoji Kuramoto - Yoshimi Yahagi |                  |                   |                   |                   |
| 4 | 12 juillet 2001  | 4-253-14671-6     | 14 décembre 2003  | 978-2-84565-708-3 |
| Liste des chapitres : - Chapitre 25 : La fierté - Chapitre 26 : Le lien - Chapitre 27 : Respect et affection - Chapitre 28 : Folie - Chapitre 29 : La bonne solution - Chapitre 30 : Persuasion - Chapitre 31 : Les sentiments de chacun - Chapitre 32 : L'atout Élèves tués - Kazushi Niida - Takako Chigusa - Kaori Minami |                  |                   |                   |                   |
| 5 | 8 novembre 2001  | 4-253-14672-4     | 23 mars 2004      | 978-2-84565-754-0 |
| Liste des chapitres : - Chapitre 33 : Soulèvement - Chapitre 34 : Last man Standing - Chapitre 35 : Trap - Chapitre 36 : La soif - Chapitre 37 : Saine et sauve - Chapitre 38 : Set up - Chapitre 39 : Anxiété - Supplément : Quelqu'un de juste Élèves tués - Sho Tsukioka - Hirono Shimizu |                  |                   |                   |                   |
| 6 | 4 avril 2002     | 4-253-14678-3     | 20 juin 2004      | 978-2-84565-801-1 |
| Liste des chapitres : - Chapitre 40 : Un ami pour la vie - Chapitre 41 : La fleur du courage - Chapitre 42 : La séparation - Chapitre 43 : L'assaillant - Chapitre 44 : À toute vitesse - Chapitre 45 : À la rescousse - Chapitre 46 : Une rencontre inattendue - Chapitre 47 : Le départ Élèves tués - Aucun élève tué |                  |                   |                   |                   |
| 7 | 8 août 2002      | 978-4-253-14679-1 | 26 août 2004      | 978-2-84565-852-3 |
| Liste des chapitres : - Chapitre 48 : Bug - Chapitre 49 : L'attaque - Chapitre 50 : L'échec - Chapitre 51 : Une équipe - Chapitre 52 : face-à-face - Chapitre 53 : L'explosion - Chapitre 54 : Les liens - Chapitre 55 : Trajectoire Élèves tués - Keita Iijima - Yutaka Seto - Shinji Mimura |                  |                   |                   |                   |
| 8 | 12 décembre 2002 | 4-253-14680-5     | 27 novembre 2004  | 978-2-84565-930-8 |
| Liste des chapitres : - Chapitre 56 : Sixième sens - Chapitre 57 : Surenchère de malheur - Chapitre 58 : Mythomanie - Chapitre 59 : Soap-opéra - Chapitre 60 : Tentation - Chapitre 61 : La sorcière et la belle - Chapitre 62 : Personnalités multiples - Chapitre 63 : Un jeu traumatisant Élèves tués - Tadakatsu Hatagami - Yûichirô Takiguchi |                  |                   |                   |                   |
| 9 | 27 mars 2003     | 4-253-14819-0     | 25 mai 2005       | 978-2-84565-973-5 |
| Liste des chapitres : - Chapitre 64 : Tiraillement - Chapitre 65 : Toshinori Oda - Chapitre 66 : celui qui doit survivre - Chapitre 67 : Au loin... - Chapitre 68 : L'aveu - Chapitre 69 : La défiance - Chapitre 70 : La fissure - Chapitre 71 : L'effondrement Élèves tués - Toshinori Oda - Yuka Nakagawa - Chisato Matsui - Yukie Utsumi - Satomi Noda - Haruka Tanizawa |                  |                   |                   |                   |
| 10 | 24 juillet 2003  | 4-253-14820-4     | 13 juillet 2005   | 978-2-84946-148-8 |
| Liste des chapitres : - Chapitre 72 : Yuko Sakaki - Chapitre 73 : Un vœu - Chapitre 74 : Expiation - Chapitre 75 : Funérailles - Chapitre 76 : La pluie - Chapitre 77 : Retrouvailles - Chapitre 78 : Le message - Chapitre 79 : Le jeu continue Élèves tués - Yuko Sakaki - Mizuho Inada |                  |                   |                   |                   |
| 11 | 20 novembre 2003 | 4-253-14821-2     | 28 septembre 2005 | 978-2-84946-284-3 |
| Liste des chapitres : - Chapitre 80 : Rencontre Fortuite - Chapitre 81 : Nouvelles du bonheur - Chapitre 82 : Les "Limites" - Chapitre 83 : La tactique du diable - Chapitre 84 : Néant et réalité - Chapitre 85 : L'aveu - Chapitre 86 : Le poing de la folie - Chapitre 87 : Un diable nihiliste Élèves tués - Aucun élève tué |                  |                   |                   |                   |
| 12 | 25 mars 2004     | 4-253-14822-0     | 7 décembre 2005   | 978-2-84946-332-1 |
| Liste des chapitres : - Chapitre 88 : Désespoir - Chapitre 89 : L'éveil - Chapitre 90 : Transcendance - Chapitre 91 : Reproduction - Chapitre 92 : Volte-face - Chapitre 93 : La promesse - Chapitre 94 : En embuscade - Chapitre 95 : La raison Élèves tués - Kayoko Kotohiki - Hiroki Sugimura |                  |                   |                   |                   |
| 13 | 29 juillet 2004  | 4-253-14823-9     | 22 février 2006   | 978-2-84946-367-3 |
| Liste des chapitres : - Chapitre 96 : Un avenir sans issue - Chapitre 97 : Natural born killers - Chapitre 98 : Magical true - Chapitre 99 : Face à la bouche du canon - Chapitre 100: La véritable nature du cœur - Chapitre 101: Le refus - Chapitre 102: De retour - Chapitre 103: Un cœur pensant Élèves tués - Mitsuko Sôma |                  |                   |                   |                   |
| 14 | 13 janvier 2005  | 978-4-253-14824-5 | 26 avril 2006     | 978-2-84946-402-1 |
| Liste des chapitres : - Chapitre 104 : La bonne voie - Chapitre 105 : Le combat final - Chapitre 106 : Death race - Chapitre 107 : La poursuite - Chapitre 108 : Le magicien - Chapitre 109 : Touché - Chapitre 110 : L'enfant béni des dieux - Chapitre 111 : dernières volontés Élèves tués - Aucun élève tué |                  |                   |                   |                   |
| 15 | 20 avril 2005    | 978-4-253-14825-2 | 21 juin 2006      | 978-2-84946-465-6 |
| Liste des chapitres : - Chapitre 112 : Karma - Chapitre 113 : Destinée - Chapitre 114 : La décision - Chapitre 115 : Derniers instants - Chapitre 116 : Le finish - Chapitre 117 : Raisonnement - Chapitre 118 : Contre-attaque - Chapitre 119 : Un sillon d'espoir Élèves tués - Kazuo Kiriyama - Shôgo Kawada |                  |                   |                   |                   |

## Commentaires

### Différences avec le roman
Le manga constitue une adaptation fidèle du roman original de Kōshun Takami. La principale différence avec le livre se situe dans l'avant-dernière partie, qui voit la mort de Hiroki Sugimura et de Mitsuko Sôma, tués tous deux à la suite d'un combat contre Kiriyama.
À noter : Même si les personnages semblent mûrs, physiquement comme mentalement, ils sont bien en 3e année de collège, comme dans le roman, ils ont donc bien quinze ans.

### Différences avec le film
Le film présente de nombreuses différences avec le manga qui sont les suivantes : 
1. Dans le film, les personnages de Shogo Kawada et Kazuo Kiriyama ne font pas partie de la classe de Nanahara, ils sont présentés comme deux délinquants. Dans le manga et roman, ils en font partie intégrante.
2. Le film est beaucoup plus axé sur le personnage Noriko et de l'obsession de Kitano à son égard.
3. Dans le film, le père de Shuya se suicide à ses quinze ans alors que Shuya est présenté comme un orphelin dans le manga.
4. Dans le film, Kitano est présenté comme un ancien professeur poignardé par Yoshitoki Kuninobu. Dans le manga, Kitano est présenté comme un professeur mandaté par le gouvernement japonais.
5. La mort de Kazuo Kiriyama est différente dans le film et dans le manga.
6. Contrairement au film qui attribue souvent aux élèves des armes fantaisistes, voire parfaitement inutile (jumelles, éventail, mégaphone, bandana, marteau en plastique, cintre), le manga n'en contient que peu (seulement quatre élèves reçoivent ces armes inutiles, allant de cordes de guitare jusqu'aux fléchettes en passant par un boomerang et une fourchette). De plus, la moitié des élèves reçoivent divers revolvers, pistolets, mitraillettes ou fusils, contrairement aux douze du film.